# Athlone Town FC
Athlone Town is een Ierse voetbalclub uit Athlone.
De club werd in 1887 opgericht en speelde in 1922/23 voor het eerst in de hoogste klasse, daar speelden ze tot 1925 toen de club niet meer verkozen werd tot de 1e klasse. Athlone keerde in 1969 terug. In 1975 werd de club vicekampioen en mocht zo deelnemen aan de UEFA Cup waar de tweede ronde werd bereikt. Thuis kon de club de 0-0 op het bord houden tegen AC Milan maar in Milaan ging de club met 3-0 onderuit.
De eerste landstitel werd in 1981 binnen gehaald. In de Europacup I speelde de club twee keer gelijk tegen KB Kopenhagen maar KB ging door omdat het uit meer had gescoord. Twee jaar later werd de club opnieuw kampioen, het Europese avontuur eindigde met een blamage. Standard Luik won met 2-3 in Athlone en thuis met 8-2.
In 1985 werd de tweede klasse gevormd, in voorgaande jaren maakte het niet uit als een club laatste eindigde, al kon het wel zijn dat de club dan niet herverkozen werd. Twee jaar later degradeerde de club voor de eerste keer en kwam na één seizoen terug.
Athlone promoveerde in 1994 voor de voorlopig laatste keer naar de eerste klasse en degradeerde weer in 1996, sindsdien speelt de club in de tweede klasse.

## Erelijst
- Landskampioen

1981, 1983
- FAI Cup

1924
- FAI League Cup

1980, 1982, 1983
- First Division

2013

## Overzichtslijsten

### Eindklasseringen vanaf 1970
| 10 |

| 10 |

| 10 |

| 6 |

| 12 |

| 2 |

| 7 |

| 10 |

| 8 |

| 7 |

| 3 |

| 1 |

| 4 |

| 1 |

| 3 |

| 3 |

| 8 |

| 12 |

| 1 |

| 6 |

| 10 |

| 10 |

| 11 |

| 6 |

| 2 |

| 10 |

| 10 |

| 4 |

| 7 |

| 8 |

| 6 |

| 3 |

| 7 |

| 11 |

| 9 |

| 10 |

| 10 |

| 8 |

| 6 |

| 9 |

| 10 |

| 10 |

| 8 |

| 6 |

| 1 |

| 12 |

| 5 |

| 8 |

| 8 |

| 10 |

| 8 |

| 9 |

| 7 |

| 8 |

| 5 |

| 4 |

| Premier Division | First Division |

Tot 1985 werd voor het 1 niveau de naam League of Ireland gehanteerd en voor het 2e niveau League of Ireland B Division.

### Seizoensresultaten vanaf 2000
| Seizoen | Competitie       | Niveau | Eindstand | FAI Cup      | Opmerking                                                                                        |
| ------- | ---------------- | ------ | --------- | ------------ | ------------------------------------------------------------------------------------------------ |
| 1999/00 | First Division   | II     | 6         | 3e ronde     | Finalist League Cup > Derry City FC: 1-2/1-3                                                     |
| 2000/01 | First Division   | II     | 3         | 3e ronde     | pd-wedstrijden > UC Dublin: 2-1/1-2 (2-4 n.s.); Ligatopscorer: Andrew Myler (29)                 |
| 2001/02 | First Division   | II     | 7         | 2e ronde     |                                                                                                  |
| 2002/03 | First Division   | II     | 11        |              | 1½ speelronde i.v.m. overgang naar kalenderjaarseizoen                                           |
| 2003    | First Division   | II     | 9         | 2e ronde     |                                                                                                  |
| 2004    | First Division   | II     | 10        | kwartfinale  |                                                                                                  |
| 2005    | First Division   | II     | 10        | 2e ronde     |                                                                                                  |
| 2006    | First Division   | II     | 8         | kwartfinale  |                                                                                                  |
| 2007    | First Division   | II     | 6         | 2e ronde     |                                                                                                  |
| 2008    | First Division   | II     | 9         | 8e finale    |                                                                                                  |
| 2009    | First Division   | II     | 10        | 8e finale    |                                                                                                  |
| 2010    | First Division   | II     | 10        | 3e ronde     |                                                                                                  |
| 2011    | First Division   | II     | 8         | 3e ronde     |                                                                                                  |
| 2012    | First Division   | II     | 6         | 2e ronde     |                                                                                                  |
| 2013    | First Division   | II     | 1         | 2e ronde     |                                                                                                  |
| 2014    | Premier Division | I      | 12        | 2e ronde     |                                                                                                  |
| 2015    | First Division   | II     | 5         | 3e ronde     |                                                                                                  |
| 2016    | First Division   | II     | 8         | 8e finale    |                                                                                                  |
| 2017    | First Division   | II     | 8         | 2e ronde     |                                                                                                  |
| 2018    | First Division   | II     | 10        | 1e ronde     |                                                                                                  |
| 2019    | First Division   | II     | 8         | 1e ronde     |                                                                                                  |
| 2020    | First Division   | II     | 9         | halve finale | competitie na 18 wedstrijden afgebroken i.v.m. coronapandemie                                    |
| 2021    | First Division   | II     | 7         | 1e ronde     |                                                                                                  |
| 2022    | First Division   | II     | 8         | 1e ronde     |                                                                                                  |
| 2023    | First Division   | II     | 5         | 1e ronde     | 1e ronde promotie play-offs > Waterford United FC: 1-1/1-3                                       |
| 2024    | First Division   | II     | 4         | kwartfinale  | finale promotie play-offs > Bray Wanderers AFC: 2-2 (2-4 n.s.); League-topscorer: Dean Ebbe (15) |
| 2025    | First Division   | II     | .         |              |                                                                                                  |

### Athlone in Europa
#Q = #kwalificatieronde, #R = #ronde, T/U = Thuis/Uit, W = Wedstrijd, PUC = punten UEFA coëfficiënten .
Uitslagen vanuit gezichtspunt Athlone Town FC
| Seizoen                                                    | Competitie  | Ronde | Land                | Club                 | Totaalscore | 1e W    | 2e W    | PUC |
| ---------------------------------------------------------- | ----------- | ----- | ------------------- | -------------------- | ----------- | ------- | ------- | --- |
| 1975/76                                                    | UEFA Cup    | 1R    | Vlag van Noorwegen  | Vålerenga IF         | 4-2         | 3-1 (T) | 1-1 (U) | 4.0 |
|                                                            |             | 2R    | Vlag van Italië     | AC Milan             | 0-3         | 0-0 (T) | 0-3 (U) | 4.0 |
| 1981/82                                                    | Europacup I | 1R    | Vlag van Denemarken | Kjøbenhavns Boldklub | 3-3 u       | 1-1 (U) | 2-2 (T) | 2.0 |
| 1983/84                                                    | Europacup I | 1R    | Vlag van België     | Standard Luik        | 4-11        | 2-3 (T) | 2-8 (U) | 0.0 |
| Totaal aantal behaalde punten voor UEFA coëfficiënten: 6.0 |             |       |                     |                      |             |         |         |     |

Zie ook
- Deelnemers UEFA-toernooien Ierland
- Ranglijst van alle clubs die in de diverse Europa Cups zijn uitgekomen